# Euagra coelestina
Euagra coelestina là một loài bướm đêm thuộc phân họ Arctiinae, họ Erebidae.

## Hình ảnh

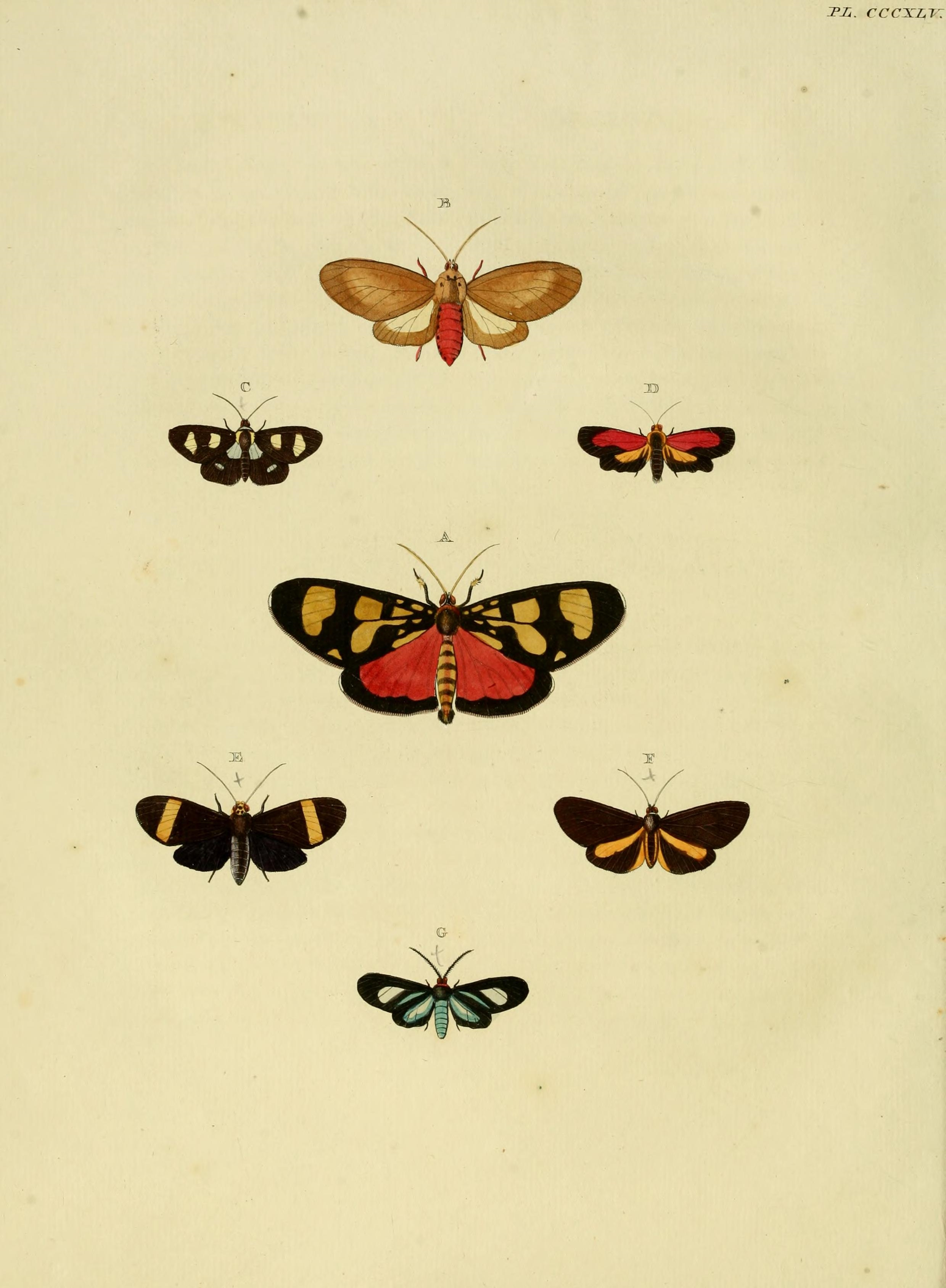